# Wiedemannia thienemanni
Wiedemannia thienemanni är en tvåvingeart som beskrevs av Wagner 1982. Wiedemannia thienemanni ingår i släktet Wiedemannia och familjen dansflugor. Inga underarter finns listade i Catalogue of Life.